# Бегово поље
Бегово Поље је крашко поље у планинском масиву Јакупица северно од врха Солунска Глава.
Поље је дуго око 1,5 km и широко измађу 500 и 1000 метара, а надморска висина благо опада према западу. Кроз поље протиче мањи водни ток који формира у свом окружењу мочварно земљиште, пинире стварајући понорницу у тачки са најнижом надморском висином. На крају поља је видљива дубока јама која је зими затрпана снегом. Претпоставља се да вода која понире у Беговом пољу извире с друге стране Солунске Главе на извору реке Бабуне.
Локални назив за масив „Мокра Планина“ је највероватније заснован на чињеници да се испод Беоговог поља налазе велике резерве воде, што је повод за обимна спелеолошка истраживања..
У летње време у Бегово поље се доводи стока на испашу. Од 2007. године сваког претпоследњег викенда јуна планинарско друштво КПС Македон организује окупљање у Беговом пољу.